# Norma Samaniego
Norma María Samaniego Breach (Ciudad de México, 24 de febrero de 1944), conocida como Norma Samaniego de Villarreal, es una economista y funcionaria mexicana. Fue secretaria de Contraloría y Desarrollo Administrativo durante el gobierno de Ernesto Zedillo de 1994 a 1995.
Con estudios de Planeación Económica en Instituto de Estudios Sociales de Holanda, fue subsecretaria en la Secretaría del Trabajo y Previsión Social y presidenta de la Comisión Nacional de los Salarios Mínimos, además de Consultora Externa del Programa de la ONU para el Desarrollo.